# Fontaine du Formiello
La fontaine du Formiello (en italien, Fontana del Formiello) est une fontaine historique de Naples. Elle est située à l'arrière du Castel Capuano, face à la Piazza Enrico de Nicola et à l'église Santa Caterina a Formiello. Le terme Formiello vient des formes ou récipients pour les becs verseurs d'eau trouvés dans le couvent. La fontaine avait été entreposée à la fin du XIXe siècle et a été reconstruite sur ce site en 1930.

## Histoire
Mastro Joseppe et Michel De Guido ont été chargés en 1573 de reconstruire une fontaine médiévale, appelée à l'origine Fontana Reale con Abeveratoio, suggérant qu'il s'agissait d'un abreuvoir pour chevaux. Trois masques de lion crachent de l'eau, tandis que la partie supérieure présente un bouclier héraldique du vice-roi. Le bouclier est celui de Don Pedro Tellez Giron, duc d'Osuna. Une plaque en latin indique : « Tandis que Philippe II d'Espagne gouvernait, ici les voyageurs s'arrêtaient pour vénérer les eaux du fleuve Sebeto, que les chœurs des Aonides et les vagues du Parnasse vous fournissent ici la source de Melpomène, qui chante l'air des œuvres du roi. »
On raconte qu'au XVIIe siècle, le vice-roi Don Pedro Antonio d'Aragon aurait ajouté une statue de Philippe IV d'Espagne, mais cette installation aurait été rejetée par les habitants de Naples.

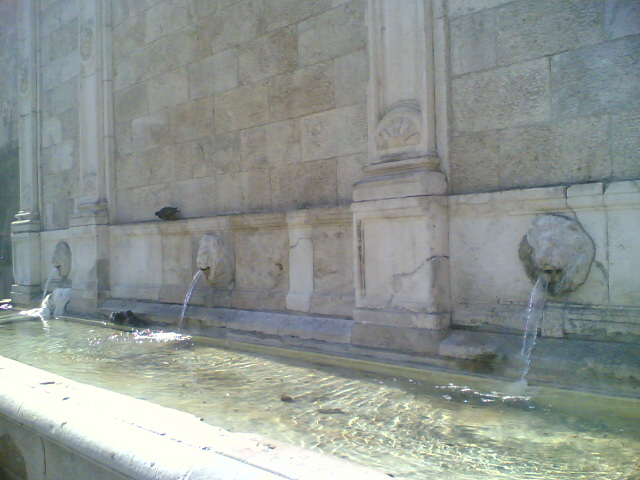

## Source de traduction
- (en) Cet article est partiellement ou en totalité issu de l’article de Wikipédia en anglais intitulé « Fontana del Formiello, Naples » (voir la liste des auteurs).